# Overdosis
Overdosis (OD) betegner indtagelsen af et rusmiddel, eller et andet stof, i større mængder end hvad der er anbefalet eller normaltvist praktiseret. En overdosis betragtes i vid udstrækning som skadelig og farlig, da det kan resultere i døden.

## Hvor stort er problemet
Det samlede antal narkotika-relaterede dødsfald i Danmark i perioden fra 2014 til 2017 var i alt 1040 personer, alene i 2017 var det 256 personer.